# Просто (Сондрио)
Просто је насеље у Италији у округу Сондрио, региону Ломбардија.
Према процени из 2011. у насељу је живело 998 становника. Насеље се налази на надморској висини од 395 м.